# Xã Conneaut, Quận Erie, Pennsylvania
Xã Conneaut (tiếng Anh: Conneaut Township) là một xã thuộc quận Erie, tiểu bang Pennsylvania, Hoa Kỳ. Năm 2010, dân số của xã này là 4.290 người.